# Ramšak
Ramšak je 135. najbolj pogost priimek v Sloveniji, ki ga je po podatkih Statističnega urada Republike Slovenije na dan 31. decembra[2007 uporabljalo 1.125 oseb.
- Adolf Ramšak (1897—1968), zdravnik, kirurg
- Andreja Ramšak, biologinja, ihtiologinja (MBP Piran)
- Anja Ramšak, radijska voditeljica
- Anton Ramšak (*1959), fizik, univ. profesor
- Branka Kalenić Ramšak (*1960), profesorica španske in latinskoameriške književnosti FF UL
- Branko Ramšak (*1936), športni delavec
- Florijan Ramšak (1882—1976), jezuitski pater, nasprotnik Ernesta Tomca
- Ivan Ramšak, arhitekt
- Jožica Ramšak Pajk, mag, pred. zdravstvene nege
- Jure Ramšak (*1985), zgodovinar
- Marija Ramšak (1902—1986), zdravnica
- Marjeta Ramšak Peršak (1958—2016), pevka
- Matjaž Ramšak, strojnik
- Miha Ramšak, veslač
- Milan Ramšak, rokometni trener
- Milan Ramšak Marković (prej Milan Marković Matthis), srbsko-slovenski dramaturg, dramatik, scenarist, igralec...
- Mojca Ramšak (*1969), etnologinja in kulturna antropologinja
- Mojca Ramšak Pešec (*1969), pravnica, državna sekretarka na Ministrstvu za javno upravo
- Nina Ramšak Marković (*1994), režiserka
- Nives Ramšak (*1968), fizičarka
- Silvo Ramšak, jamar, jamski potapljač
- Sonja Ramšak (*1958), upravnica in političarka
- Vekoslav Ramšak, fizik
- Živa Ramšak, biologinja